# Albert Van Coile
Albert Berten Van Coile, né le 27 mars 1900 à Bruges et mort le 4 avril 1927 dans la même ville, est un joueur de football belge. Il a joué toute sa carrière au Cercle de Bruges, et porté une fois le maillot de l'équipe nationale belge. Il meurt à la suite d'une blessure encourue lors d'un match amical face à l'US Tourcoing, qui provoque une hémorragie interne et une déchirure intestinale non diagnostiquées à temps.

## Biographie
Albert Van Coile est né le 27 mars 1900 à Bruges. Il s'affilie au Cercle de Bruges avant la Première Guerre mondiale, club pour lequel il jouera toute sa vie. En 1919, il est intégré à l'équipe première, et dispute son premier match le 28 septembre face au Beerschot. Bien qu'il soit défenseur, sa grande taille lui permet d'inscrire plusieurs buts de la tête, principalement sur phases arrêtées. Durant les années 1920, il est le capitaine du Cercle, qui réalise de bonnes performances en championnat. Il est appelé pour la première fois en équipe nationale le 14 mars 1926 pour disputer un match amical face aux Pays-Bas. Ce sera sa seule rencontre internationale.
Lors de la saison 1926-1927, le Cercle lutte à la fois pour le titre et la victoire finale en Coupe. Au début du mois d'avril 1927, l'équipe dispute un tournoi amical à Tourcoing, dans le nord de la France. Lors du match face à l'équipe locale, Van Coile est aligné pour l'occasion comme attaquant de pointe. Lors d'un duel, il entre en contact avec le gardien de but français. Le choc est violent, mais le joueur belge ne présente aucune blessure apparente et ne suscite pas d'inquiétude. Mais durant la nuit, sa situation se dégrade brusquement. Emmené immédiatement à l'hôpital, les médecins détectent une déchirure intestinale et une hémorragie interne consécutives au choc. Opéré en urgence, Albert Van Coile meurt le 4 avril 1927.
Sa mort provoque une grande émotion dans toute la ville de Bruges, qui met ses drapeaux en berne. Lors des funérailles du joueur, le temps est glacial et la pluie très forte. Le président du Cercle René de Peellaert tient néanmoins un long discours d'hommage à son ancien protégé, au cours duquel il tombe malade. Sa maladie évolue en pneumonie et, ironie du sort, il en meurt 14 jours plus tard.
Le Cercle remporte finalement le titre de champion national en fin de saison, et Albert Van Coile est sacré à titre posthume. Ses coéquipiers lui dédieront également leur victoire en Coupe de Belgique, signant ainsi le seul doublé championnat-Coupe de l'Histoire du Cercle.

## Palmarès
- 1 fois champion de Belgique en 1927, accordé à titre posthume.

## Statistiques
| Saison                | Club                  | Championnat           | Championnat | Championnat | Coupe(s) nationale(s) | Coupe(s) nationale(s) | Total | Total |
| Saison                | Club                  | Division              | M.          | B.          | M.                    | B.                    | M.    | B.    |
| 1919-1920             | Cercle Bruges KSV     | Division 1            | 14          | 4           | 0                     | 0                     | 14    | 4     |
| 1920-1921             | Cercle Bruges KSV     | Division 1            | 22          | 8           | 0                     | 0                     | 22    | 8     |
| 1921-1922             | Cercle Bruges KSV     | Division 1            | 26          | 3           | 0                     | 0                     | 26    | 3     |
| 1922-1923             | Cercle Bruges KSV     | Division 1            | 24          | 3           | 0                     | 0                     | 24    | 3     |
| 1923-1924             | Cercle Bruges KSV     | Division 1            | 20          | 2           | 0                     | 0                     | 20    | 2     |
| 1924-1925             | Cercle Bruges KSV     | Division 1            | 24          | 0           | 0                     | 0                     | 24    | 0     |
| 1925-1926             | Cercle Bruges KSV     | Division 1            | 24          | 5           | 0                     | 0                     | 24    | 5     |
| 1926-1927             | Cercle Bruges KSV     | Division 1            | 24          | 1           | 4                     | 0                     | 28    | 1     |
| Total sur la carrière | Total sur la carrière | Total sur la carrière | 178         | 26          | 4                     | 0                     | 182   | 26    |